# 슈멘주

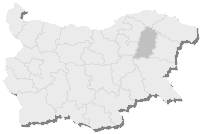
슈멘 주의 위치

슈멘주(불가리아어: Област Шумен)는 불가리아 북동부에 위치한 주로, 주도는 슈멘이며 면적은 3,390.2km2, 인구는 205,198명, 인구 밀도는 61.7명/km2, 자동차 번호는 H이다.
북쪽으로는 실리스트라 주와 도브리치 주, 서쪽으로는 터르고비슈테 주와 라즈그라드 주, 남쪽으로는 스몰랸 주와 부르가스 주, 동쪽으로는 바르나 주와 접하며 10개 시를 관할한다.

## 인구
| 연도                      | 인구    | ±%     |
| ------------------------- | ------- | ------ |
| 1946                      | 222,141 | —      |
| 1956                      | 224,705 | +1.2%  |
| 1965                      | 243,416 | +8.3%  |
| 1975                      | 253,437 | +4.1%  |
| 1985                      | 254,884 | +0.6%  |
| 1992                      | 220,320 | −13.6% |
| 2001                      | 204,378 | −7.2%  |
| 2011                      | 180,528 | −11.7% |
| 2021                      | 151,465 | −16.1% |
| 출처: pop-stat.mashke.org |         |        |

## 같이 보기
- 불가리아의 주